# Saved (piosenka)
Saved – piosenka skomponowana przez Boba Dylana i Tima Drummonda, nagrana przez Boba Dylana w lutym 1980 r., wydana na albumie Saved w czerwcu 1980 r. oraz jako singel.

## Historia i charakter utworu
Utwór ten został nagrany w Muscle Shoals Sound Studio w Sheffield w Alabamie 12 lutego 1980 r. Była to druga sesja nagraniowa tego albumu. 14 lutego piosenka uległa procesowi overdubbingu. Producentem sesji byli Jerry Wexler i Barry Beckett.
Jest to zapewne jedna z najbardziej dynamicznych gospelowych piosenek Dylana. Na albumie została umieszczona na pozycji drugiej, jednak ze względu na charakter piosenki pierwszej - "A Satisfied Mind" - jest to prawdziwe rozpoczęcie płyty. Współautorem tej piosenki jest basista Tim Drummond, jeden z niechrześcijan w zespole.
Piosenka ta w energiczny sposób przekonuje o zbawieniu przez Jezusa Chrystusa, nieco w charyzmatycznym stylu Elmera Gantry'ego. Jednak ostatecznie - i tu część winy spada na zły sposób nagrania płyty - utwór nie porywa i wypada dość płasko. Zwłaszcza, że na koncertach "Saved" wypadał znakomicie, co poświadcza znawca i krytyk Paul Williams w swoich książkach poświęconych koncertom Dylana, a zwłaszcza w Dylan - What Happened?.
Piosenka ta była wykonywana na koncertach tylko w czasie tournée gospelowych, często otwierając występy.

## Muzycy
Sesja 2
- Bob Dylan - wokal, gitara
- Fred Tackett - gitara
- Spooner Oldham - organy
- Tim Drummond - gitara basowa
- Jim Keltner - perkusja
- Terry Young - fortepian, wokal towarzyszący
- Clydie King, Regina Havis, Mona Lisa Young - chórki

## Dyskografia
Singel
- "Saved"/"Are You Ready?"[3] sierpień 1980 r.

Albumy
- Saved (1980)

## Wykonania piosenki przez innych artystów
- Sandra Payne - Sandra Payne (1997)
- Mighty Clouds of Joy na albumie różnych wykonawców Gotta Serve Somebody: The Gospel Songs of Bob Dylan (2003)